# Gruppo di NGC 584
Il Gruppo di NGC 584 è un raggruppamento che comprende almeno nove galassie brillanti nel dominio dei raggi X situate nella costellazione della Balena.
Il gruppo prende il nome da NGC 584, la galassia più brillante del raggruppamento.
La distanza tra il centro di massa di questo gruppo e la Via Lattea è di 78 milioni di anni luce.

## Membri
Le galassie che fanno parte del Gruppo di NGC 584 sono: NGC 584, NGC 586, NGC 596, NGC 600, NGC 615, NGC 636, IC 127, UGCA 17 e KDG 007.  Questo gruppo è stato incluso anche nello studio pubblicato da Garcia nel 1993,
dove si elencano le stesse galassie all'eccezione di KDG 007 e di MGC -1-5-14 che non è luminosa nel dominio dei raggi X. MGC -1-4-44 della lista di Garcia e UGCA 017 della lista di Sengupta designano la stessa galassia, cioè PGC 5341.
| Nome        | Tipo        | Classificazione    | RA (J2000.0)  | DEC (J2000.0) | Velocità radiale (km/s) | Magnitudine apparente | Distanza (Mpc) | Dimensioni (kal) |
| ----------- | ----------- | ------------------ | ------------- | ------------- | ----------------------- | --------------------- | -------------- | ---------------- |
| NGC 584     | E4          | Ellittica          | 01h 31m 20.7s | -06° 52′ 05″  | 1802 ± 3                | 10,5                  | 22,2 ± 1,6     | 80               |
| NGC 586     | SA(s)a?     | Spirale            | 01h 31m 36.8s | -06° 53′ 37″  | 1875 ± 45               | 13,2                  | 23,3 ± 1,8     | 42               |
| NGC 596     | E+ pec      | Ellittica          | 01h 32m 52.1s | -07° 01′ 55″  | 1876 ± 11               | 10,9                  | 23,8 ± 1,7     | 65               |
| NGC 600     | (R')SB(rs)d | Spirale barrata    | 01h 33m 05.3s | -07° 18′ 41″  | 1842 ± 1                | 12,4                  | 22,9 ± 1,6     | 24               |
| NGC 636     | E3          | Ellittica          | 01h 39m 06.5s | -07° 30′ 45″  | 1860 ± 6                | 11,5                  | 23,2 ± 1,7     | 67               |
| IC 127      | Sb          | Spirale            | 01h 29m 47.6s | -06° 58′ 48″  | 1995 ± 42               | 13,7                  | 25,1 ± 1,9     | 66               |
| UGCA 017    | SBc?        | Spirale barrata    | 01h 26m 14.4s | -06° 05′ 39″  | 1959 ± 2                | 11,42                 | 24,5 ± 1,7     | 75               |
| KDG 007     | Nana        | Nana               | 01h 34m 46.6s | -07° 21′ 20″  | 1841 ± 3                | 17,40 ± 0,19          | 22,9 ± 1,6     | ?                |
| MGC -1-5-14 | SAB(s)d?    | Spirale intermedia | 01h 40m 27.8s | -05° 31′ 14″  | 2127 ± 5                | 13,17                 | 27,1 ± 1,9     | 52               |

Il sito DeepskyLog permette di trovare agevolmente le costellazioni in cui si trovano le galassie; in alternativa si possono utilizzare le coordinate delle galassie per individuarle. Se non altrimenti indicato, le coordinate sono quelle fornite dal sito NASA/IPAC (National Aeronautics and Space Administration / Infrared Processing and Analysis Center).